# Xalitla punctatissima
Xalitla punctatissima är en skalbaggsart som beskrevs av Martins 1970. Xalitla punctatissima ingår i släktet Xalitla och familjen långhorningar. Inga underarter finns listade i Catalogue of Life.